# Euclystis mnyra
Euclystis mnyra là một loài bướm đêm trong họ Erebidae.